# Вірнопільська сільська рада
Вірнопі́льська сільська́ ра́да — адміністративно-територіальна одиниця та орган місцевого самоврядування в Ізюмському районі Харківської області. Адміністративний центр — село Вірнопілля.

## Загальні відомості
- Територія ради: 96,61 км²
- Населення ради: 885 осіб (станом на 2001 рік)

## Населені пункти
Сільській раді були підпорядковані населені пункти:
- с. Вірнопілля
- с. Дмитрівка
- с. Карнаухівка

## Склад ради
Рада складалася з 12 депутатів та голови.
- Голова ради: Загребельна Ніна Володимирівна
- Секретар ради: Пархоменко Валентина Олександрівна

### Керівний склад попередніх скликань
| Прізвище, ім'я, по батькові    | Основні відомості                                                             | Дата обрання | Дата звільнення |
| ------------------------------ | ----------------------------------------------------------------------------- | ------------ | --------------- |
| Загребельна Ніна Володимирівна | Сільський голова, 1956 року народження, освіта незакінчена вища, позапартійна | 26.03.2006   | 31.10.2010      |
| Загребельна Ніна Володимирівна | Сільський голова, 1956 року народження, освіта незакінчена вища, позапартійна | 31.10.2010   |                 |

Примітка: таблиця складена за даними сайту Верховної Ради України

### Депутати
За результатами місцевих виборів 2010 року депутатами ради стали:

#### За суб'єктами висування
| Суб'єкт висування           | Кількість обраних депутатів | %    |
| --------------------------- | --------------------------- | ---- |
| Самовисування               | 10                          | 83,3 |
| Комуністична партія України | 1                           | 8,3  |
| Партія регіонів             | 1                           | 8,3  |

#### За округами
| № округу                    | Прізвище, ім'я, по батькові        | Дата визнання обраним | Освіта             | Партійна приналежність                        | Відомості про обраного депутата                                                               |
| --------------------------- | ---------------------------------- | --------------------- | ------------------ | --------------------------------------------- | --------------------------------------------------------------------------------------------- |
| Комуністична партія України |                                    |                       |                    |                                               |                                                                                               |
| 3                           | Біляк Тетяна Іванівна              | 01.11.2010            | середня            | член Комуністичної партії України             | тимчасово не працює                                                                           |
| Партія регіонів             |                                    |                       |                    |                                               |                                                                                               |
| 9                           | Чуденко Людмила Олександрівна      | 01.11.2010            | незакінчена вища   | член Партії регіонів                          | тимчасово не працює                                                                           |
| Самовисування               |                                    |                       |                    |                                               |                                                                                               |
| 1                           | Метелиця Тетяна Іванівна           | 01.11.2010            | вища               | позапартійна                                  | Вірнопільська амбулаторія загальної практики — сімейної медицини, сімейнийлікар               |
| 2                           | Акіншина Світлана Анатоліївна      | 01.11.2010            | середня спеціальна | позапартійна                                  | Вірнопільська амбулаторія загальної практики — сімейної медицини, медсестра сімейної медицини |
| 4                           | Савченко Ольга Петрівна            | 01.11.2010            | середня спеціальна | позапартійна                                  | СТОВ «Старт», кухар                                                                           |
| 5                           | Лубанець Тетяна Іванівна           | 01.11.2010            | середня спеціальна | член Всеукраїнського об'єднання «Батьківщина» | тимчасово не працює                                                                           |
| 6                           | Пархоменко Валентина Олександрівна | 01.11.2010            | середня спеціальна | член Партії регіонів                          | Вірнопільська сільська рада, секретар                                                         |
| 7                           | Штельмах Любов Григорівна          | 01.11.2010            | середня спеціальна | позапартійна                                  | Вірнопільська сільська бібліотека, завідувачка                                                |
| 8                           | Галицька Тетяна Володимирівна      | 01.11.2010            | середня спеціальна | позапартійна                                  | Вірнопільська амбулаторія загальної практики — сімейної медицини, медсестра                   |
| 10                          | Савченко Людмила Іванівна          | 01.11.2010            | вища               | член Партії регіонів                          | Вірнопільська загальноосвітня школа, вчитель                                                  |
| 11                          | Калюжна Юлія Вікторівна            | 01.11.2010            | вища               | член Партії регіонів                          | тимчасово не працює                                                                           |
| 12                          | Чуденко Галина Миколаївна          | 01.11.2010            | середня спеціальна | позапартійна                                  | ЧП «Хижняк», продавець                                                                        |

## Населення
Згідно з переписом УРСР 1989 року чисельність наявного населення сільської ради становила 917 осіб, з яких 437 чоловіків та 480 жінок.
За переписом населення України 2001 року в сільській раді мешкали 862 особи.

### Мова
Розподіл населення за рідною мовою за даними перепису 2001 року:
| Мова       | Відсоток |
| ---------- | -------- |
| українська | 91,75 %  |
| російська  | 6,21 %   |
| білоруська | 0,11 %   |
| вірменська | 0,11 %   |
| інші       | 1,82 %   |